# Solenoide

simbolo del solenoide

Un solenoide (da σωλην (solen): tubo, condotto, canale) è una bobina di forma cilindrica formata da una serie di spire circolari molto vicine fra loro e realizzate con un unico filo di materiale conduttore.
Il solenoide è uno strumento solitamente usato come induttore per lo studio e le applicazioni dell'elettromagnetismo.

## Descrizione

### Funzionamento

Campo magnetico generato da un solenoide avente sette spire visto in sezione longitudinale

Rappresentazione di un solenoide

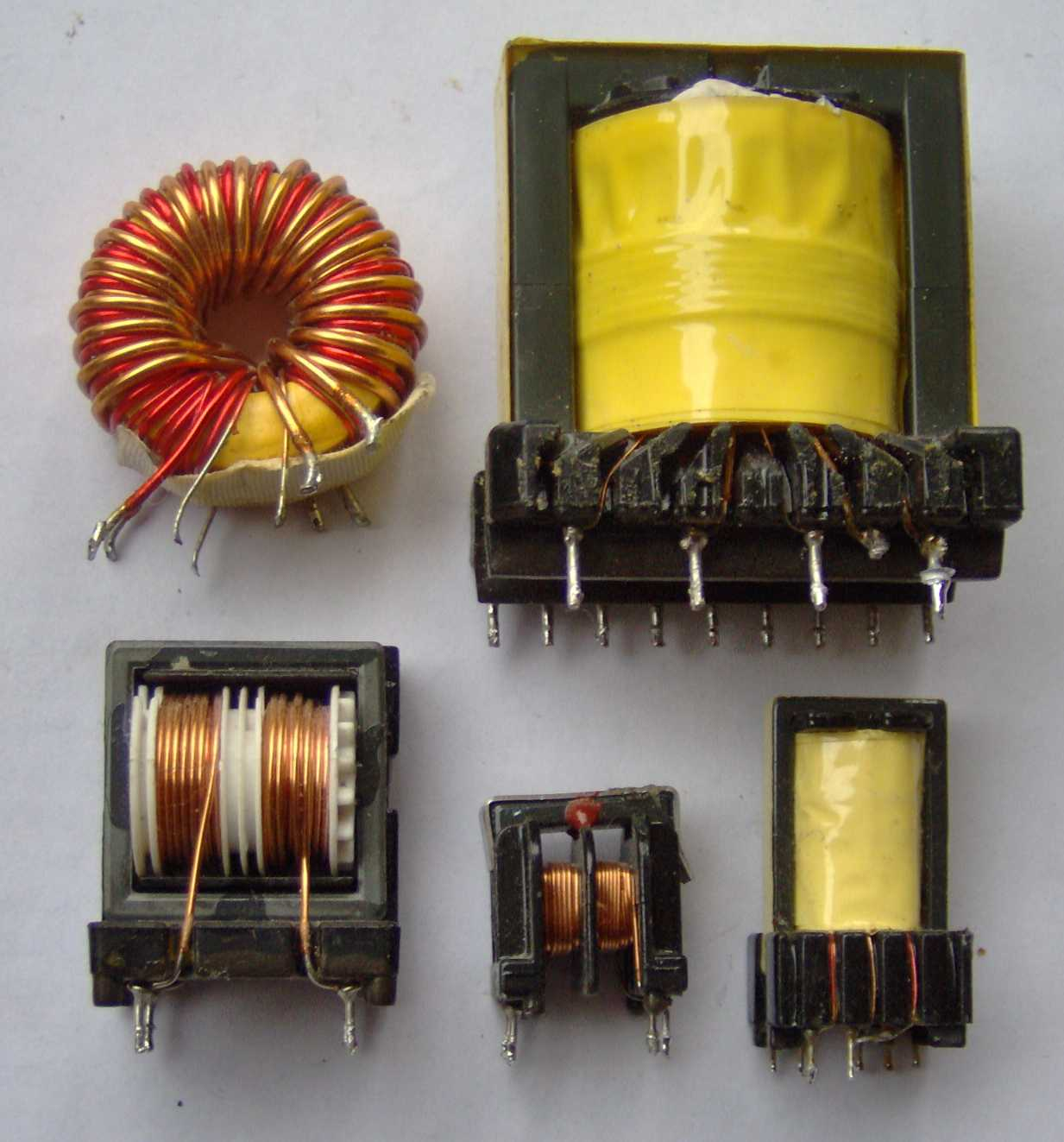
Applicazioni del solenoide

Facendo passare la corrente elettrica di intensità {\displaystyle I} nel filo, si viene a creare un campo magnetico dentro e fuori il solenoide direttamente proporzionale al numero totale delle spire, all'intensità di corrente ed inversamente proporzionale alla lunghezza del solenoide.
Nel caso di un solenoide di questo tipo, posto in un mezzo, il modulo del vettore induzione magnetica {\displaystyle {\vec {B}}_{int}} interna al solenoide risulta essere:
{\displaystyle B_{int}=\mu nI=\mu {\frac {NI}{\ell }}}  (in caso di solenoide indefinito)
dove {\displaystyle N=n\cdot \ell } è il numero totale delle spire, μ la permeabilità magnetica del mezzo, {\displaystyle \ell } la lunghezza del solenoide e n il numero di spire per unità di lunghezza.
All'esterno del solenoide, a distanze sufficientemente grandi, il campo di induzione magnetica si annulla (in un solenoide ideale, il campo magnetico al suo esterno è sempre zero).
Se il solenoide è posto nel vuoto la permeabilità magnetica {\displaystyle \mu } del mezzo va sostituita con quella del vuoto {\displaystyle \mu _{0}}, che vale 4π·10−7 T·m/A.
Se il solenoide è molto lungo rispetto al diametro delle spire, il campo magnetico che si crea all'interno è parallelo all'asse del solenoide. La direzione del vettore induzione magnetica {\displaystyle {\vec {B}}} è quella dell'asse mentre il suo verso è quello di una vite  che ruota in senso orario (vite destrorsa) mentre viene avvitata nel verso della corrente  I.
Il flusso magnetico in un solenoide è calcolato come
{\displaystyle \Phi ={\overrightarrow {B}}\cdot {\overrightarrow {n}}\cdot S\cdot N}
dove n è la normale alla superficie ed S è la sezione del solenoide.

### Coefficiente di autoinduzione
Definito il valore del flusso magnetico come NBS e sostituendo B si ottiene
{\displaystyle \Phi =\mu \cdot {\frac {N^{2}\cdot S}{\ell }}\cdot I}
e, essendo il coefficiente di autoinduzione definito come {\displaystyle L={\frac {\Phi }{I}}} ne consegue che per il solenoide esso è così calcolato:
{\displaystyle L=\mu \cdot {\frac {N^{2}\cdot S}{\ell }}}
La sua unità di misura nel SI è l'henry.

### Energia magnetica
L'energia magnetica {\displaystyle U} immagazzinata in un solenoide in cui scorre una corrente elettrica {\displaystyle I} vale
{\displaystyle U={\frac {1}{2}}\cdot L\cdot I^{2}}
La sua unità di misura nel SI è il joule.